# Ashley Coffey
Ashley Mark Coffey (* 1. Dezember 1993 in Leeds) ist ein englischer Fußballspieler. Der Stürmer spielte in seiner bisherigen Laufbahn in seinem Heimatland, Schweden und Finnland.

## Sportlicher Werdegang
Coffey spielte in seiner Jugend bei Bradford City, konnte sich dort jedoch nicht für den Profifußball empfehlen und studierte anschließend an der Teesside University. Während seines Studiums spielte er für West Auckland Town im Non-League Football, es folgten FC Newton Aycliffe, Marske United und Whitby Town als weitere Stationen in England. 
Im Sommer 2019 schloss Coffey sich dem schwedischen Viertligisten Huddinge IF an, den er nach Saisonende im Winter in Richtung des in die drittklassige Division 1 aufgestiegenen IFK Haninge verließ. Dort empfahl er sich als Torschützenkönig der Drittliga-Spielzeit 2020 mit 28 Saisontoren für höhere Aufgaben, der Zweitligist AFC Eskilstuna stattete ihn im Januar 2021 mit einem Drei-Jahres-Vertrag aus. In der Zweitliga-Spielzeit 2021 war er mit 13 Saisontreffern vereinsintern bester Torschütze und platzierte sich hinter Torschützenkönig Ajdin Zeljkovic an fünfter Stelle der Superettan-Torschützenliste.
Coffey verließ im Januar 2023 Schweden, um sich dem finnischen Erstligisten AC Oulu mit einem Einjahresvertrag mit Option auf Verlängerung anzuschließen. Dort traf er auf seinem Landsmann Calum Ward, der seit 2022 das Tor des Klubs hütete.